# Anthony Nwakaeme
Anthony Nnaduzor Nwakaeme (* 21. März 1989 in Lagos) ist ein nigerianischer Fußballspieler.

## Karriere

### Verein
Nwakaeme erlernte das Fußballspielen u. a. in der Nachwuchsabteilung von Vejle BK und startete seine Profikarriere 2010 bei den rumänischen Verein Universitatea Cluj. Hier wurde er erst an den Verein Arieșul Turda ausgeliehen und erst in der zweiten Saison eingesetzt. 2012 wechselte er zu Petrolul Ploiești und kehrte bereits 2013 wieder zu Universitatea Cluj zurück.
Ab dem Sommer 2013 setzte er seine Karriere in Israel fort und spielte hier erst zwei Spielzeiten lang für Hapoel Ra’anana und anschließend drei Spielzeiten für die Hapoel Be’er Scheva.
In der Sommertransferperiode 2018 wurde Nwakaeme vom türkischen SüperLig-Verein Trabzonspor verpflichtet. Nachdem er hier 145 Pflichtspiele mit 47 Toren gespielt hatte, wechselte Nwakaeme vier Jahre später nach Saudi-Arabien.
Zu Beginn der Spielzeit 2022/23 trat der in Lagos geborene Spieler dem Al-Fahya FC bei. Zwei Spielzeiten spielte er hier, bevor er erneut von Trabzonspor verpflichtet wurde.

### Nationalmannschaft
Nwakaeme begann seine Nationalmannschaftskarriere 2017 mit einem Einsatz für die nigerianische A-Nationalmannschaft.

## Erfolge
- Türkischer Meister: 2021/22